# Rin-ran

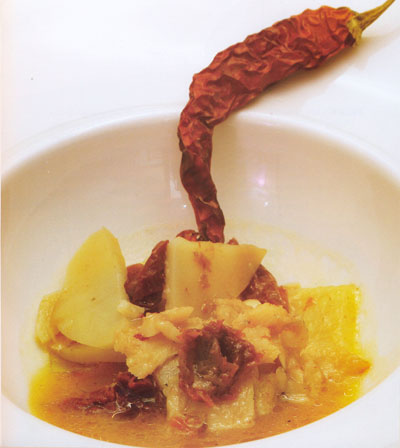

El rin ran (escrito en algunas ocasiones como rin-ran)  es un plato de bacalao con patata,  pimiento rojo y otros ingredientes originario de la Sierra de Cazorla y parte oriental de la provincia de Jaén, extendido originariamente también por la región de la Alpujarra y Región de Murcia. Es un plato igualmente apreciado en algunas localidades del Levante español.Se elabora con bacalao en salazón (también llamado ran ran de bacalao), previamente desalado. Es un plato que se suele tomar frío aunque existen versiones en que se sirve caliente. La variante moderna utiliza atún en conserva en vez de bacalao.

## Historia
No parece que este plato provenga de la  cocina morisca debido al uso de pimiento y patata. Ambos ingredientes llegaron más tarde a Europa y se incorporaron a la culinaria española con posterioridad al siglo XVI. El origen de este plato es humilde, los ingredientes con los que se elabora el rin ran corresponden a lo que un labriego puede poseer en su despensa a lo largo del invierno. En algunos lugares como Villaviciosa de Córdoba se denomina mazaporra,

## Características
Las formas en las que se puede preparar este plato difiere según la región en la que se elabore, generalmente se compone de un pescado, patatas y pimiento. Las variantes se ven afectadas por el tipo de pescado empleado, así como de la forma en la que se elabora el guiso. En algunos casos se prepara como una ensalada de pimientos asados, tomate seco (lo que se denomina orejones, cebolla cocida y picada, olivas aliñadas, huevo duro y bacalao desalado acompañado de aceite de oliva. En otros casos el pimiento es una ñora que aporta color y sabor. En otros es una guindilla y en la actualidad, por simplicidad de la receta se emplea chorizo picado. En algunos municipios de la provincia de Granada se suele acompañar con carne de toro.
La receta tradicional de Sierra de Cazorla (Jaén) está elaborada con bacalao desalado, cebolleta, pimientos choriceros secos, aceitunas aliñadas y patata. El secreto de esta receta es regarla con aceite de oliva virgen extra de la denominación de origen de sierra de Cazorla, con variedades como la Picual, o Royal, esta última autóctona de la propia sierra.
En la provincia de Ávila se llama así a una ensalada de verano a base de hortalizas de temporada. En el pueblo abulense de Pedro Bernardo, ubicado en la Comarca del Valle del Tiétar al sur de Gredos, es uno de los platos más conocidos de su gastronomía. No obstante en esta zona el plato es totalmente diferente al Rin Ran de la Región de Murcia o al preparado en la zona de Jaén y comparte sólo el nombre y algún ingrediente. Tradicionalmente lo preparaba la gente del campo durante las jornadas del estío, que calmaban su sed con un "Rin Ran" a base de pepino, tomate, cebolla, pimiento, aceite y sal. Este plato tan mediterráneo y saludable es hoy casi elemento obligado en cualquier comida de verano en la zona, junto a un caldero de patatas o a una carne a al teja. Como testigo de la remanencia del Rin Ran en la cocina de Pedro Bernardo, una copla picaresca que recoge Pedro Javier Granado en su libro "Sangre Cucharera" (2007), sobre la historia, las tradiciones y la gastronomía de la zona: A las mozas de este pueblo, les gusta mucho el Rin Ran ; ellas ponen el tomate y el pepino se lo dan.

## Arte
El escritor Lorenzo Píriz-Carbonell  escribe una obra de teatro, una fantasía dramática, relativa a un escultor que vive en Pago de Ínchola (Región de Murcia). Uno de los personajes, llamado rin-ran, dramatiza las características de este plato.

## Receta
- Receta paso a paso RIN RAN de Cazorla
- Vídeo receta del RIN RAN de Cazorla (Jaén)